# المرأة المغربية
يتضمن تاريخ المرأة في المغرب حياتهم من قبل، وأثناء، وبعد وصول الإسلام في هذا البلد الأفريقي الشمالي الغربي من المغرب. قبل الإسلام، عاشت المرأة المغربية خلال الفترة المعروفة باسم الفترة من الجهل (Aljahilia)، حيث كانت أدوارها للعمل على رغبات الرجال وكعبيد. في 622 AC، كما وصل الإسلام في المغرب، تلقت النساء في المغرب ثلاث الحقوق الأساسية في ظل الدين المسلمين ': الحق في العيش، والحق في أن يكون تكريم وأن تحترم كأم، والحق في تملك الأعمال التجارية، وتكون قادرة على العمل. من الأربعينات وحتى إعلان المغربي الاستقلال من وصاية فرنسا في عام 1956، عاشت النساء المغربيات في وحدات الأسرة التي هي «الأسر المغلقة» أو الحريم، حيث تعيش الأسر الممتدة كوحدة واحدة معا، وحيث النساء للعزل وتتطلب الحصول على إذن من الرجال قبل أن تغادر منزل محمي بواسطة حارس البوابة. وبالإضافة إلى ذلك، وخلال ذلك الوقت، كانت تعامل النساء المتزوجات أفضل من النساء اللواتي كن مطلقات. صنفت التسلسل الهرمي وأهمية للمرأة أيضا وفقا للسن والحالة في الأسرة والمجتمع. ومن بين أنشطتها خلال تلك الفترة كانوا يقومون بالأعمال المنزلية، والتطريز، والحرف اليدوية، وحضور المدارس القرآنية، والذهاب إلى الحمام المغربي المعروف باسم الحمام. تقليد أسلوب حياة الحريم للنساء انتهى تدريجيا على استقلال المغرب عن فرنسا عام 1956.
بعد استقلال المغرب عن فرنسا، وكانت قادرة على بدء الذهاب إلى المدارس التي لا تركز فقط على تعليم الدين، ولكن أيضا العلوم وغيرها من المواضيع النساء المغربيات. على المؤسسة من قانون القانوني المعروف بالمدونة في عام 2004، حصلت المرأة المغربية الحق في تطليق أزواجهن، لحضانة الأطفال، لدعم الطفل، والملكية والميراث.
في حين الحدود الحالية في المغرب والكيان كدولة أمة لم يعترف حتى عام 1956 بعد الاستقلال عن فرنسا، لقد لعبت النساء هناك دورا هاما في مفهومها، والذي يمتد على عدة قرون. من أدوارهم من ترحيل التقاليد الشفوية والقصص، لتزوير تأسيس المؤسسات الهامة، لمشاركتهم في مقاومة الاستعمار، والذين يشغلون مناصب السلطة بعد إنشاء الدولة المغربية، وكانت المرأة ولا تزال تلعب أدوارا هامة في المغرب.

## المرأة الأمازيغية في المغرب

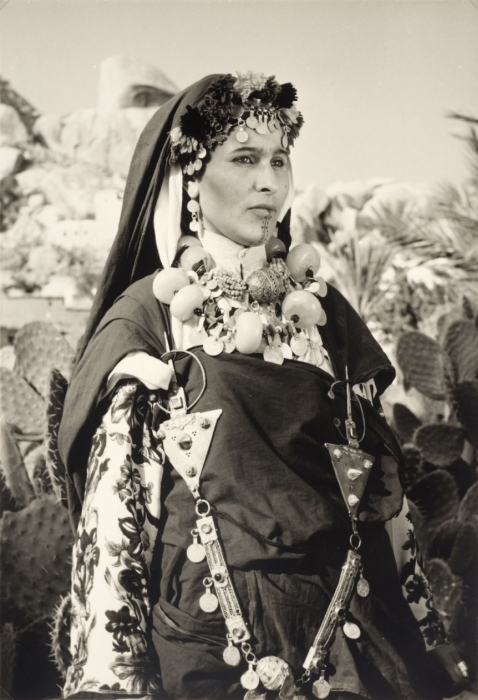
صورة لامرأة مغربية أمازيغية في جنوب المغرب.

قبل انتشار الإسلام في المغرب، والتي جلبت معها الفتح العربي، كان المغرب جزءا من منطقة تسكنها غالبية من القبائل غير العربية الأمازيغية population.Various الأمازيغية خلال 4، 5، ولوحظت في القرن السادس ل كان نسل أمومي، مثل قبائل الطوارق في شمال أفريقيا. على هذا النحو، لوحظت المرأة الأمازيغية قد اتخذت على أدوار كبيرة في المجتمعات المحلية. وكان هذا واضحا بشكل خاص من خلال شخصية الكاهنة، الذي كان وأشار القائد العسكري الإناث الأمازيغ الذين قاتلوا ضد توسيع العربي والإسلامي في شمال أفريقيا.
وكانت النساء الأمازيغيات موقف دائم في الفولكلور المغربي، وهو الموقف الذي سبقت الفتح العربي والإسلامي في منطقة المغرب العربي. ويعتقد أن قصة عائشة Qandisha قائم منذ ما لا يقل عن القرن 7TH. هناك العديد من الاختلافات من اسم عائشة Kandisha، وتشمل من بينها للا عائشة وعائشة Hamdouchia. وانطلاقا من العصر الجاهلي من المغرب، وقالت عائشة Qandisha أنه كان شيطان الإناث التي تأخذ شكل الكائنات متعددة، بما في ذلك نصف goat.Aicha Qandisha، خلافا لغيرها من الشياطين في الفولكلور المغربي، يظهر في الغالب في أحلام الرجال وويقال لجعل رجل عاجز جنسيا. لا يزال هذا الفولكلور الشعبي على نطاق واسع في المغرب اليوم.

## إنشاء المؤسسات الإسلامية (1680-1900)
بعد توسيع العربي والإسلامي في منطقة المغرب العربي، أخذت النساء في الأدوار الهامة في الأساس المؤسسي من المعالم التي لا تزال تعمل اليوم. فاطمة بنت محمد الفهري، على سبيل المثال، ويعود الفضل لتأسيس جامعة القرويين في 859، «أول مؤسسة تعليمية تمنح درجة جامعية العالم للتعليم العالي» في فاس، المغرب. شقيقة فاطمة، مريم الفهري، أسست أيضا مسجد الأندلس في فاس.

## المرأة المغربية صانعة للتاريخ رائدة ومتميزة[2]
وبين الحفاظ على هويتها وأصالتها والسعي قدما إلى إثبات وجودها، تسعى المرأة المغربية للحفاظ على مكتسباتها التي تحصلت عليها بفضل جهودها المضنية وكفاحها المستمر لبلوغ مرادها وهدم الصورة النمطية في مجتمع ذكوري تسيطر على أفكاره نظرة دونية لها وإلى منجزاتها.
ساهمت المرأة المغربية جنبا إلى جنب مع الرجل في استقلال المغرب وفي تنمية المملكة ولعبت أدوارًا قيادية في جميع المجالات، رغم المساعي الرجعية التي تبغي عرقلة مسيرتها، وسجلت منذ عصور خلت حضورا متميزا وحققت إنجازات هامة وثّقها التاريخ، فكانت رائدة في جميع المجالات الاجتماعية منها والثقافية والسياسية والاقتصادية والفنية وحتى المقاولات، وتحدت سطوة المجتمع الذكوري الذي لا يؤمن أغلبه بأن للمرأة دورا إنسانيا و اجتماعيا و فكريا وثقافي أكبر من دورها الطبيعي.

وفرضت المرأة المغربية وجودها بشكل قوي في مجالات كانت حكرا على الرجال وتقلدت مناصب مرموقة محليا ودوليا.
وهي في حركة دؤوبة للحفاظ على مكتسباتها وتطوير نفسها ومن ثمة تطوير مجتمعها وما انفكت تثبت كفاءتها وتميزها على الصعيدين المحلي والدولي.
ولا يمكن تجاهل دور الحركة النسائية والحقوقية والديمقراطية التي آمنت بدور المرأة ومكانتها وطالبت وناضلت من أجل الحصول على حقوقها وإخراجها من بوتقة التمييز والإقصاء والتهميش، ورغم المكانة التي بلغتها والحقوق التي تحصلت عليها والتي كفلها الدستور والقوانين إلا أن الناشطات في مجال حقوق المرأة يعتبرونها غير كافية في ما يخص المساواة بين النساء والرجال، وتعرض النساء إلى العنف.
ولا يخفى الدور الحاسم الذي تقوم به المرأة الريفية في المجالات التنموية من خلال انخراطها المباشر في العملية الإنتاجية، وفي رعاية الأسرة والحفاظ على تماسكها، على الرغم من التهميش والتمييز الذي تعانيه.

## أسماء نساء رائدات
أسماء عديدة دوّنها التاريخ على مر العصور مثل كنزة الأوروبية، ابنة زعيم قبيلة أوربة الأمازيغية، وزوجة المولى إدريس الأول، كان لها دور هام في إرساء قواعد دولة الأدارسة. وكانت زينت النفزاوية، سندا لزوجها يوسف بن تاشفين مؤسس الدولة المرابطية، الذي يرجع بعض المؤرخين نجاحه وإنجازاته، في جزء كبير منها، إلى هذه المرأة.
كما عرف تاريخ المغرب، منذ القدم، حضور المرأة وانخراطها في الشأن الديني، مثل خديجة بنت الإمام سحنون ذات الثقافة الدينية القوية والمتحررة من قيود المتزمتين في العصر المرابطي بالغرب الإسلامي، كما كانت تميمة بنت السلطان المغربي يوسف بن تاشفين، من البارعات في علم الدين، كذلك كانت أمّ عمرو بن زهر أختُ الطبيب المشهور أبي بكر بن زهر ماهرة في الطب النظري والعَمَلي.
وفي العصر المريني بالمغرب، اشتهرت نساء عالمات، منهن الفقيهة أم هاني بنت محمد العبدوسي، والأديبة العالمة صفية العزفية. وفي العصر السعدي بالمغرب أيضا، اشتهرت نساء عالمات، منهنّ مسعودة الوزكتية التي اعتنت بإصلاح السبل، وبنت القناطر والجسور والمدارس.

الفريق الكروي النسوي

واشتهرت نساء عالمات في عصر الدولة العلوية التي تأسست في المغرب في القرن السابع عشر الميلادي، ومنهن الأميرة خناثة بنت بكار، ورقيّة بنت بن العايش، وصفية بنت المختار الشنقيطية.
دعم دستور 2011 مكتسبات المرأة المغربية، حيث رسخ المساواة بين الرجل والمرأة، ونصّ على إحداث هيئة المناصفة ومناهضة جميع أشكال التمييز، وبعث مجلس استشاري للأسرة والطفولة، مما أتاح لها الفرصة لإبراز قدراتها وتطوير ذاتها وعديدة هي النماذج المتميزة لإسهامات المرأة في التنمية الاقتصادية والاجتماعية والسياسية، والثقافية والاعلامية وفي مجالات الإبداع والابتكار وتكنولوجيا الإعلام والبحث العلمي، وتضم قائمة النساء الرائدات في المغرب العديد والعديد من الأسماء اللاتي خلّد التاريخ إنجازاتهن مثل فاطمة الفهرية التي أسست رفقة أختها مريم سنة 859 هجرية أول جامعة في العالم وهي جامعة القرويين بمدينة فاس والتي تخرّج منها أعظم العلماء العرب ولا زالت تدرَّس إلى يومنا هذا.

المرأة المغربية العصرية

وتورية الشاوي أول امرأة طيارة مغربية وعربية، جسدت المساواة بين الجنسين، وأثبتت قدرتها على قيادة طائرة في الخمسينات، وماتت شهيدة زمن الاستعمار.
وأمينة الصنهاجي أول عالمة فضاء عربية مسلمة تلتحق بوكالة ناسا الفضائية في الستينات. وكانت سميرة الزاولي أول امرأة تترأس فريقا لكرة القدم في العالم العربي.

المرأة المغربية الرياضية

وعائشة المكي أول امرأة مظلية في العالم العربي، التي شاركت في المباراة الدولية للطيران سنة 1956، وحصلت فيها على الجائزة الأولى، وسعيدة عباد أول امرأة تقود القطار في العالم العربي، وحليمة الورزازي التي أصبحت سنة 1973 أول امرأة في العالم العربي عضوا خبيرا في لجنة الأمم المتحدة لمناهضة الميز العنصري. وسلوى الفاسي الفهري أول قاضية في العالم العربي.
وزهرة العلوي أول مدربة لألعاب القوى والسلة في العالم العربي من أصول مغربية. وغيثة الخياط أول مرشحة في العالم العربي لجائزة نوبل، وفاطمة مومن أول عربية وإفريقية تصبح منسقة ملف الإذاعات الأوروبية، وبشرى المسلّي أول امرأة تدير مؤسسة سجنية في العالم العربي، ولطيفة الفاسي أول مذيعة في العالم العربي.

الملك والمرأة المغربية

وحسناء الشناوي أول امرأة عربية تنضم إلى الهيئة العالمية لتنمية النيازك، وفاطمة عبوق أول امرأة تقتحم عالم رجال المطافئ في العالم العربي، ولطيفة الجامعي أول امرأة تقتحم مجال أمراض وتوليد النساء في العالم العربي، درست الطب في الخمسينات ومارست تخصصها في الستينات وفتحت عيادتها في بداية السبعينات.
والعداءة المغربية نوال المتوكل تحصلت على ميدالية ذهبية في أولمبياد لوس انجلوس سنة 1984 في سباق 400 متر حواجز لتصبح أول امرأة عربية وأفريقية تتحصل على ميدالية ذهبية.
ولا تتوانى المرأة المغربية اليوم في أن تكافح من أجل الحفاظ على مكتسباتها ودعمها والتصدي لجميع المحاولات الرجعية التي تسعى جاهدة إلى إعادتها إلى العصور الغابرة ولا سخفى على احد الدور والمكانة التي وصلت اليها المرأة المغربية بفضل اجتهادها ونبوغها في عدة مجالات على المستوى المحلي والعربي والعالمي.

## روابط خارجية
- Qandisha Mag, an online publication managed by Moroccan women and describes itself as a "feminine collaboration."